# Lennart Aspegren
Lennart Lage Suleiman Ivarson Aspegren, född 23 juli 1931 i Norums församling i Göteborgs och Bohus län, är en svensk jurist och FN-domare.

## Biografi
Lennart Aspegren, som är son till konsul Ivar Aspegren och Suleika Ghazala Bey, föddes på Stenungsön i Villa Solbacka och växte upp i Villa Skalet intill Kärnan i Helsingborg. Efter studier på internatskolorna Lundsberg och Solbacka studerade han språk och juridik. Efter juris kandidatexamen 1958 och tingsmeritering 1958–1961 blev han fiskal i Svea hovrätt 1961, sekreterare i Stockholms rådhusrätt 1962–1967, hovrättsassessor i Svea hovrätt 1968 och hovrättsråd i Svea hovrätt 1979.
Tillsammans med bland annat Hans Göran Franck var Aspegren en av dem som i början av 1960-talet drog igång Svenska Amnesty. År 1964 bildade han och hans fru Berit tillsammans med vännerna Gunilla och Hans Alfredson, Märta-Stina och Tage Danielsson, Birgitta och Per Gedin samt Fatima och Gösta Ekman amnestygrupp 50. Som ung jurist bidrog Aspegren till arbetet i Amnesty som bland annat  föreläsare runt om i landet. Detta skedde framför allt när han satt i svenska sektionens styrelse på 1970-talet. Han var också en av de första som Londonsekretariatet sände iväg på bevaknings- och utredningsuppdrag för organisationens räkning. 1970 observerade han rättegången mot den tunisiske politiska fången Ahmed Ben Salah i Tunis. Aspegren har även rapporterat från flera politiska rättegångar och fängelser i länder som Jugoslavien, Grekland, Bolivia och Marocko.
Perioden 1969–1993 tjänstgjorde Aspegren i Regeringskansliet och blev kansliråd 1978 samt 1979 rättschef i Finansdepartementet och andra departement. I egenskap av internationell förhandlingschef hade han internationella uppdrag, bland annat som emissarie för det svenska rättsbiståndet till Baltikum och som vice ordförande i OECD:s Public Management Committee (PUMA), Paris. I anslutning till departementstjänsten svarade han också för ett antal offentliga utredningar, såsom Statsförvaltningens Europakompetens, Pantbankernas kreditgivning, Myndighetsutövning vid medborgarkontor, Myndigheternas skrivregler, Regeringskansliets regelförenklingsgrupp och Svenskar i EU-tjänst. Som ledamot i Arbetsdomstolen 1980–1996 företrädde han där staten som arbetsgivare. Åren 1994–1995 var han domare i Försäkringsöverdomstolen.
Med ställning som undergeneralsekreterare i FN tjänstgjorde Aspegren 1995–2000 på heltid som ordinarie domare i Internationella brottmålstribunalen för Rwanda (ICTR). Han var en av tre domare i Akayesumålet,  där dom avkunnades den 2 september 1998, den första rättegång där någon dömts för folkmord. Domen bröt också ny mark då våldtäkt ansågs utgöra del av folkmordet. Under 2011 arbetade han som oberoende expert i mänskliga rättigheter och internationell humanitär rätt som den ena av två ledamöter i en FN-kommitté om konflikten i Gazaremsan ("Davis/Aspegren-rapporten").
2013 promoverades han till juris hedersdoktor vid Stockholms universitet.
Sedan 2018 är Aspegren krönikör på Magasinet Paragraf. 
Sedan januari 2022 sitter Aspegren med i styrelsen för Edelstam Foundation. 
Aspegren är numera internationellt verksam som föreläsare och konsult i frågor om offentlig styrning och internationell straffrätt. 
Den 30 juli 1999 var Aspegren sommarvärd för Sommar i P1. Där berättade han om folkmordet i Rwanda och dess rättegångar. Därutöver har han haft statistroller i flera spelfilmer av AB Svenska Ord, exempelvis Picassos äventyr. Aspegren medverkade i filmen Hasse & Tage – en kärlekshistoria 2019.
Han är sedan 1958 gift med Berit Soldén-Aspegren, som är dotter till Anders Soldén och Inez Saposnikoff.